# Associatie Universiteit Gent
De Associatie Universiteit Gent (AUGent) is een samenwerkingsverband (associatie) tussen vier instellingen voor hoger onderwijs: Universiteit Gent, Hogeschool Gent, Arteveldehogeschool en Hogeschool West-Vlaanderen. De AUGent werd op 29 april 2003 opgericht als vzw, in uitvoering van het structuurdecreet van 2003.
In totaal telt de AUGent zo'n 80.000 studenten.

## Bestuur
| Periode      | Voorzitter          |
| ------------ | ------------------- |
| 2003 - 2018  | Luc Van den Bossche |
| 2018 - heden | Anne De Paepe       |